# エーリッヒ・ギーゼ (駆逐艦)
Z12 エーリッヒ・ギーゼ (Z12 Erich Giese) はドイツ海軍の駆逐艦。1934A型。

## 艦歴
1935年5月3日起工。1937年3月12日進水。1939年3月4日就役。
第二次世界大戦開戦後は北海での機雷敷設などに従事した。1939年12月7日にはイギリスの駆逐艦と交戦した。12月6日に「エーリッヒ・ギーゼ」と駆逐艦「ベルント・フォン・アルニム」は護衛の駆逐艦「ハンス・ロディ」と共に出撃し、クロマー沖へ機雷の敷設に向かった。その途中で「ベルント・フォン・アルニム」は機関の故障のため帰還した。任務中、「エーリッヒ・ギーゼ」と「ハンス・ロディ」はイギリスの駆逐艦「ジュノー」、「ジャージー」を発見し雷撃を行った。「エーリッヒ・ギーゼ」の発射した魚雷の内の1本が「ジャージー」に命中し、「ジャージー」は大破した。
1939年11月には、出撃する戦艦「シャルンホルスト」と「グナイゼナウ」に途中まで同行した。
1940年4月、ノルウェー侵攻作戦に参加。ナルヴィクに向かうが悪天候のため他の艦より到着が遅れた。4月10日にイギリス軍の駆逐艦がナルヴィク港に攻撃をかけ第1次ナルヴィク海戦が発生した時、「エーリッヒ・ギーゼ」は「ヴォルフガング・ツェンカー」、「エーリッヒ・ケルナー」と共にヘリヤンクスフィヨルドに停泊していた。3隻はナルヴィク港のほうへ向かいイギリスの駆逐艦と交戦した。「エーリッヒ・ギーゼ」は無傷であったが、この海戦でドイツ側は2隻の駆逐艦を失った。
4月13日、イギリス軍はフィヨルド内のドイツ駆逐艦に対して再び攻撃をおこなった。遅れてナルヴィク港を出航した「エーリッヒ・ギーゼ」は集中攻撃を受けて撃沈された。乗員87名が戦死した。結局、この第2次ナルヴィク海戦ではドイツ側は駆逐艦8隻すべてを失った。